# Dompierre-sur-Helpe
Dompierre-sur-Helpe – miejscowość i gmina we Francji, w regionie Hauts-de-France, w departamencie Nord. Nazwa miejscowości pochodzi od imienia św. Piotra.
Według danych na rok 1990 gminę zamieszkiwało 1157 osób, a gęstość zaludnienia wynosiła 88 osób/km² (wśród 1549 gmin regionu Nord-Pas-de-Calais Dompierre-sur-Helpe plasuje się na 516. miejscu pod względem liczby ludności, natomiast pod względem powierzchni na miejscu 171.).